# جوس يونكر
جوس يونكر (بالهولندية: Jos Jonker)‏ هو لاعب كرة قدم هولندي، ولد في 23 أبريل 1951 في كاستركوم في هولندا.

## وصلات خارجية
- جوس يونكر على موقع قاعدة بيانات كرة القدم.إي يو (الإنجليزية)
- جوس يونكر على موقع ناشيونال فوتبول تيمز (الإنجليزية)
- جوس يونكر على موقع عالم كرة القدم.نت (الإنجليزية)